# ملازم أول (الجيش الألماني)
ملازم أول هي أعلى رتبة ضابط برتبة ملازم في القوات المسلحة لألمانيا (الجيش الألماني)، والقوات المسلحة النمساوية والجيش السويسري.

## التاريخ
في الجيش الألماني، يعود تاريخها إلى أوائل القرن التاسع عشر. تُترجم على أنها «ملازم أول»، ويتم منح الرتبة عادةً للضباط المكلفين بعد خمس إلى ست سنوات من الخدمة الفعلية.
تستخدم الرتبة من قبل كل من الجيش الألماني والقوات الجوية الألمانية. في حلف شمال الاطلسي نظام المقارنة العسكرية، وهو ملازم أول ألماني وهو ما يعادل الملازم الأول أو Poruchik في القوات الجوية/الجيش لدول الحلفاء.
استخدامات أخرى
يعادل الرتبة في البحرية Oberleutnant zur See.
في ألمانيا النازية، اعتُبرت رتبة اوبرستورموهر -داخل قوات الأمن الخاصة وكتيبة العاصفة وفافن إس إس- انها تعادل رتبة Oberleutnant في الجيش الألماني.  
| ترتيب الشعارات Oberleutnant / Oberleutnant zur See (OF-1a) | ترتيب الشعارات Oberleutnant / Oberleutnant zur See (OF-1a) | ترتيب الشعارات Oberleutnant / Oberleutnant zur See (OF-1a) | ترتيب الشعارات Oberleutnant / Oberleutnant zur See (OF-1a) | ترتيب الشعارات Oberleutnant / Oberleutnant zur See (OF-1a) | ترتيب الشعارات Oberleutnant / Oberleutnant zur See (OF-1a) | ترتيب الشعارات Oberleutnant / Oberleutnant zur See (OF-1a) | ترتيب الشعارات Oberleutnant / Oberleutnant zur See (OF-1a) | ترتيب الشعارات Oberleutnant / Oberleutnant zur See (OF-1a) | ترتيب الشعارات Oberleutnant / Oberleutnant zur See (OF-1a) |
| ---------------------------------------------------------- | ---------------------------------------------------------- | ---------------------------------------------------------- | ---------------------------------------------------------- | ---------------------------------------------------------- | ---------------------------------------------------------- | ---------------------------------------------------------- | ---------------------------------------------------------- | ---------------------------------------------------------- | ---------------------------------------------------------- |
|                                                            |                                                            |                                                            |                                                            |                                                            |                                                            |                                                            |                                                            |                                                            |                                                            |
| خدمة موحدة (النموذج الأساسي) الفيلق المدرع)                | الزي الميداني (المشاة المدرعة)                             | سان الزراعة العضوية                                        | خدمة موحدة (النموذج الأساسي)                               | الزي الميداني                                              | سان OA                                                     | حزام الكتف                                                 | شارة الأكمام                                               | حلقة الجبل                                                 | سان OA                                                     |

### الجيش الشعبي الوطني
| ترتيب الشعارات «Oberleutnant» / «Oberleutnant zur See» (OF-1a) | ترتيب الشعارات «Oberleutnant» / «Oberleutnant zur See» (OF-1a) | ترتيب الشعارات «Oberleutnant» / «Oberleutnant zur See» (OF-1a) | ترتيب الشعارات «Oberleutnant» / «Oberleutnant zur See» (OF-1a) | ترتيب الشعارات «Oberleutnant» / «Oberleutnant zur See» (OF-1a) | ترتيب الشعارات «Oberleutnant» / «Oberleutnant zur See» (OF-1a) |
| قوات جيش الشعب الوطني البرية                                   | قوات جيش الشعب الوطني البرية                                   | وصلة= القوات الجوية                                            | حرس الحدود للجمهورية الديمقراطية الألمانية                     | وصلة= فولكسمارين                                               | وصلة= فولكسمارين                                               |
| -------------------------------------------------------------- | -------------------------------------------------------------- | -------------------------------------------------------------- | -------------------------------------------------------------- | -------------------------------------------------------------- | -------------------------------------------------------------- |
|                                                                |                                                                |                                                                |                                                                |                                                                |                                                                |
| ملازم ثاني                                                     | ملازم ثاني                                                     | ملازم ثاني                                                     | ملازم ثاني                                                     | Oberleutnant zur See                                           | Oberleutnant zur See                                           |